# Persona 5
Persona 5 (ペルソナ5  Hepburn: Perusona Faibu) es un videojuego de rol desarrollado por Atlus para las consolas PlayStation 3 y PlayStation 4. Cronológicamente se trata del sexto videojuego de la saga Persona, que forma parte de la franquicia Megami Tensei. Fue distribuido por Atlus en Japón y América del Norte, y por Deep Silver en Europa y Australia, teniendo su lanzamiento en Japón el 15 de septiembre de 2016 y el 4 de abril de 2017 en el resto del mundo. Una versión extendida del juego con nuevo contenido, Persona 5 Royal (ペルソナ5 ザ・ロイヤル  Hepburn: Perusona Faibu Za Roiyaru), fue lanzada para PlayStation 4 en Japón en octubre de 2019 y en el resto del mundo en marzo de 2020. Esta misma versión saldría a la venta las plataformas PlayStation 5, Xbox One, Xbox Series X/S, Switch y Windows el 21 de octubre de 2022.
Los eventos de Persona 5 se desarrollan en Tokio y narran los sucesos de vida de Ren Amamiya, después de ser transferido al Instituto Shujin, al ser condenado a un año de libertad condicional por un delito de agresión del que fue falsamente acusado. Durante el curso escolar, él y varios de sus compañeros despiertan los poderes de sus Personas y se convierten en los "Ladrones Fantasma de Corazones" (Phantom Thieves of Hearts), justicieros enmascarados que se dedican a recorrer un mundo sobrenatural llamado Metaverso, robando y cambiando los deseos corruptos en el corazón de la gente. Como en los títulos anteriores de la serie, el grupo debe combatir contra enemigos sobrenaturales (nombrados sombras en el videojuego) utilizando las manifestaciones de sus psiques, que reciben el nombre de Personas. El juego incorpora elementos de rol, de exploración de mazmorras y situaciones de simulación social.
Los trabajos de desarrollo se iniciaron tras el lanzamiento Catherine en 2011 y se reclutó para ello a miembros destacados de los anteriores títulos de la saga como el director y productor Katsura Hashino, el diseñador de personajes Shigenori Soejima, y el compositor Shoji Meguro. La temática del juego gira en torno a la liberación de las limitaciones de la sociedad moderna, con una historia fuertemente inspirada en la novela picaresca y los principales Personas están basados en populares forajidos y rebeldes.
Persona 5 fue aclamado por la crítica, está considerado como uno de los mejores videojuegos de todos los tiempos y fue galardonado con el premio a mejor RPG del año en los The Game Awards de 2017. El juego superó los cuatro millones y medio de copias vendidas en todo el mundo entre todas sus versiones, lo que lo convierte en el mayor éxito de ventas de toda la franquicia Megami Tensei.

## Argumento

### Introducción y personajes
Persona 5 se desarrolla en la época actual, donde un grupo de gente se enfrentan a fuerzas oscuras gracias al poder de las Personas, manifestaciones de su psique interior. Sin dar una fecha específica, los eventos del juego tienen lugar a principios del año “20XX”. Persona 5 se sitúa en Tokio, en la época actual, en localizaciones reales como Akihabara, Shinjuku y Shibuya entre otras. Una de las principales localizaciones del juego es el ficticio Instituto Shujin, donde el Ren y sus amigos asisten a clases. Otros lugares clave en la trama son el Metaverso, un mundo paralelo creado de la amalgama de los corazones de los seres humanos, y los Palacios, estructuras del Metaverso surgidas de los deseos corruptos de ciertos individuos. Aunque el Metaverso nació de las esperanzas y los sueños de la gente, ahora se encuentra corrompido por las acciones de las figuras de autoridad que rigen el mundo. El jugador también acudirá frecuentemente a la Habitación Terciopelo (Velvet Room), un espacio metafísico para el desarrollo interior de aquellos capaces de utilizar a sus Personas y cuyo aspecto cambia dependiendo de quién lo visite. En Persona 5, adopta la forma de una cárcel.
El protagonista (voces de Jun Fukuyama (japonés) y Xander Mobus (inglés)), cuyo nombre oficial es Ren Amamiya (aunque el jugador puede cambiarlo al inicio del juego), se convierte en el líder de los “Ladrones Fantasma”, un grupo de justicieros. Estará acompañado de sus compañeros de instituto Ryuji Sakamoto (voces de Mamoru Miyano (japonés) y Max Mittelman (inglés)) y Ann Takamaki (voces de Nana Mizuki (japonés) y Erika Harlacher (inglés)), así como por Morgana (voces de Ikue Ōtani (japonés) y Cassandra Lee Morris (inglés)), una extraña criatura con aspecto de gato que conocen en el Metaverso. A lo largo de la aventura, el grupo se incrementará con la llegada de nuevos miembros; Yusuke Kitagawa (voces de Tomokazu Sugita (japonés) y Matthew Mercer (inglés)), el joven prodigio del arte y alumno del Instituto Público Kousei; Makoto Niijima (voces de Rina Satō (japonés) y Cherami Leigh (inglés)), la presidenta del consejo de estudiantes del Instituto Shujin; Futaba Sakura (voces de Aoi Yūki (japonés) y Erica Lindbeck (inglés)), la genio de la informática; y Haru Okumura (voces de Haruka Tomatsu (japonés) y Xanthe Huynh (inglés)), la heredera de una gran empresa de alimentación y alumna del Instituto Shujin. El protagonista también interactuará frecuentemente con Goro Akechi, un detective adolescente; Sae Nijima, la fiscal del distrito y hermana mayor de Makoto; Sojiro Sakura, dueño del Café Leblanc y padre adoptivo de Futaba; con los residentes de la Velvet Room, Igor y sus dos asistentes Caroline y Justine; Yuuki Mishima, uno de sus compañeros de clase; Sadayo Kawakami, su tutora en el Instituto Shujin; Shinya Oda, un experto en videojuegos; Ichiko Ohya, una periodista; Chihaya Mifune, una adivina auténtica, Hifumi Togo, una jugadora profesional de shōgi; la doctora Tae Takemi, encargada de una pequeña clínica; Toranosuke Yoshida, un político desprestigiado; y Munehisa Iwai, propietario de una tienda de airsoft.

### Resumen de la trama
El grupo de justicieros conocido como los Ladrones Fantasma de Corazones, liderados por Joker, son acorralados por la policía en un casino durante uno de sus golpes. Ren trata de escapar pero acaba siendo capturado, le cuentan q uno de los suyos lo traicionó, y es arrestado y llevado a una sala de interrogatorios. Allí, la fiscal Sae Nijima le interroga y le exige que le relate los sucesos que le llevaron a cometer sus acciones. Así el Ren empieza a contarle su historia.
Todo empieza meses atrás, cuando Ren acude en auxilio de una mujer que está siendo agredida en la calle por un hombre con claros signos de embriaguez. El agresor resulta ser Masayoshi Shido, un político muy influyente que decide utilizar su posición y sus conexiones para que Ren sea acusado de la agresión y condenado a un año de libertad condicional, provocando su expulsión del instituto. Ren es enviado por sus padres a vivir a Tokio con Sojiro Sakura, amigo de la familia, y a asistir al Instituto Shujin mientras dure su condena. La noche de su llegada, Ren se ve transportado a la Habitación Terciopelo donde Igor le advierte que debe “rehabilitarse” para evitar grandes desgracias que están por llegar. Al día siguiente, camino de la escuela, descubre una misteriosa aplicación en su teléfono móvil que le permitirá viajar a través del Metaverso y de sus Palacios. Cuando accidentalmente activa la aplicación, él y su compañero Ryuji Sakamoto son transportados al Metaverso, donde descubren que el Instituto Shujin se ha transformado en un Palacio en forma de castillo medieval gobernado por Suguru Kamoshida, el profesor de educación física y antiguo campeón olímpico de voleibol. En su interior, descubren que Kamoshida se aprovecha de su posición y reputación para abusar física y sexualmente de los miembros del equipo de voleibol. Los dos chicos también conocen a Morgana, una peculiar criatura con una forma similar a la de un gato, que les convence de que pueden cambiar los corazones de la gente si roban los Tesoros (la raíz de sus malas acciones) de los Palacios. Tras la incorporación de Ann Takamaki, el grupo consigue tener éxito en su misión y Kamoshida confiesa sus crímenes, siendo arrestado. Los cuatro deciden entonces que continuaran robando la corrupción de los corazones de la gente para reformar la sociedad y forman oficialmente los Ladrones Fantasma.
Mientras progresan en su empeño, el grupo crece con la llegada de Yusuke, Makoto, Futaba y Haru. A medida que su número y sus éxitos aumentan, los Ladrones Fantasma empiezan a atraer la atención del público y de la policía, incluyendo la fiscal Sae Nijima y el detective Goro Akechi. Pronto descubren la existencia de una conspiración directamente relacionada con los objetivos de los Ladrones Fantasma. El padre de Haru, uno de los miembros de esta conspiración, intenta revelar el nombre de su líder tras reformarse gracias a los Ladrones Fantasma pero es asesinado antes de poder hacerlo. Siguiendo el rastro de los conspiradores, Akechi se une al grupo en una misión en el Palacio de Sae. A pesar de su éxito, el grupo se ve forzado a separarse y huir cuando son emboscados por la policía. Ren es arrestado y llevado a la sala de interrogatorios, enlazando con los sucesos del inicio del juego. Akechi entonces se revela como un traidor, ya que desde el principio formaba parte de la conspiración, irrumpe en la sala de interrogatorios tras la marcha de Sae y asesina a Ren haciendo que parezca un suicidio. Lo que Akechi desconoce es que el grupo ya había descubierto sus verdaderas intenciones y que Ren había conseguido convencer a Sae de colaborar con ellos. Como resultado, a quien Akechi mata es en realidad a una réplica cognitiva de Ren, ya que le habían transportado de nuevo al Palacio de Sae sin que éste lo supiera. En este punto, si el jugador ha fracasado en completar alguno de los Palacios o si, durante el interrogatorio, decide revelar las identidades de sus compañeros, Akechi realmente asesinará a Ren, finalizando el juego.
Tras escapar con la ayuda de Sae y reunirse con sus compañeros y con Sojiro, determinan que el líder de la conspiración es Masayoshi Shido, el cual había estado utilizando a Akechi y su poder de viajar por el Metaverso para deshacerse de los obstáculos en su camino para convertirse en primer ministro de Japón. El grupo se infiltra en el Palacio de Shido y se enfrentan a Akechi, que resulta ser el hijo ilegítimo de Shido y que en el fondo planeaba vengarse de su padre por haberlo abandonado a él y a su madre. Tras derrotarlo, Akechi se sacrifica a sí mismo para ayudar a los Ladrones Fantasma a llegar hasta Shido. Una vez vencido, en el mundo real Shido confiesa públicamente sus delitos. Días después, en la víspera de Navidad, a pesar de su victoria, la opinión pública le ha dado la espalda a los Ladrones Fantasma y los esfuerzos de Sae por procesar a Shido están siendo inútiles. Los chicos deciden entonces llevar a cabo un último golpe para robar el Tesoro del Mementos, el Palacio de toda la humanidad, que se encuentra en lo más profundo del Metaverso. En su interior descubren aprisionadas las Sombras de muchos residentes de Tokio, incluyendo las víctimas de sus anteriores trabajos, que han renunciado voluntariamente a su libre albedrío debido a las imposiciones de la sociedad. Tras alcanzar su objetivo, los Ladrones Fantasma se enfrentan al mismo Tesoro, un Santo Grial gigantesco, pero son derrotados y expulsados del Mementos. De nuevo en las calles de Tokio, el grupo empieza a desvanecerse ya que han sido olvidados por la consciencia colectiva de la gente. Justo antes de desaparecer, contemplan como el Metaverso comienza a fusionarse con el mundo real.
Ren despierta en la Habitación Terciopelo, donde se enfrenta a Igor, Caroline y Justine. Las dos asistentes se fusionan, mostrando su verdadera forma: Lavenza. Lavenza revela que este “Igor” es un impostor y que en realidad es el mismo Santo Grial. Su verdadero nombre es Yaldabaoth, un ser creado por las ansias de poder y control de la humanidad. Fue él quien le proporcionó sus poderes a Akechi y lo enfrentó con Ren para averiguar si sus acciones llevarían a la humanidad a la salvación o a la destrucción. El verdadero Igor, que siempre creyó en el bien de la humanidad, fue hecho prisionero y entonces creó a Morgana para ayudar a Ren. Yaldabaoth le ofrece a Ren restaurar el mundo si este se une a él. Si acepta, Ren regresará al mundo real y llevará una vida plenamente normal pero a costa de la libertad de la humanidad. Si lo rechaza, Ren se reúne con sus compañeros para la batalla final contra Yaldabaoth. Durante la pelea, los aliados de los Ladrones Fantasma consiguen reunir el apoyo de la gente, anulando el control de Yaldabaoth sobre la humanidad y permitiendo a Ren despertar a Satanael, una Persona manifestada por el deseo de libertad de la gente, y destruir a Yabadaoth y el Metaverso. Finalmente, Ren decide, por recomendación de Sae, entregarse a las autoridades para testificar contra Shido, a pesar de que ello supone su ingreso en un centro de detención de menores por violar su libertad condicional.
Dos meses después, Shido es finalmente procesado por múltiples delitos y gracias a la ayuda de sus amigos y conocidos, la mujer que fue agredida por Shido un año atrás revela la verdad de lo ocurrido, lo que permite demostrar la inocencia de Ren y revocar su condena. Tras pasar el día de San Valentín en el Café Leblanc, el juego finaliza con Ren regresando a su hogar junto con sus amigos.

#### Persona 5 Royal
En Persona 5 Royal, aparecen dos nuevos personajes que se relacionan con los Ladrones Fantasma: Kasumi Yoshizawa (voces de Sora Amamiya (japonés) y Laura Post (inglés)), una reputada  gimnasta rítmica transferida al Instituto Shujin el mismo día que Ren; y Takuto Maruki (voces de Satoshi Hino (japonés) y Billy Kametz (inglés)), un psicólogo contratado como consejero escolar después de que los crímenes de Kamoshida se hicieran públicos. Kasumi despierta el poder de su Persona tras descubrir junto a Ren y Morgana un misterioso Palacio en Odaiba. Por su parte, Maruki conversa con todos los miembros de los Ladrones Fantasma durante sus sesiones de consulta y descubre cuales son los mayores deseos de cada uno. 
Si el jugador ha logrado completar el Confidente de Maruki, después de la derrota de Yaldabaoth, Akechi reaparece y decide entregarse a las autoridades para testificar contra Shido en lugar de Ren. Durante el día de Año Nuevo, Ren empieza a percibir que se han producido alteraciones en la realidad que le rodea. Sus sospechas se confirman al día siguiente cuando descubre que Akechi ha sido puesto en libertad sin razón aparente y que los más profundos deseos de todos sus compañeros se han hecho realidad, incluyendo el hecho de que el padre de Makoto, la madre de Futaba y el padre de Haru, todos fallecidos, ahora están vivos. Ren, junto con Akechi y Kasumi, los únicos que son conscientes de los cambios que se han producido, deciden investigar el Palacio de Odaiba y descubren que Maruki es el señor del Palacio, además de ser un usuario de una Persona con el poder de alterar los recuerdos de la gente. Maruki les revela entonces que la “Kasumi” que todos conocen es en realidad Sumire, su hermana gemela y que la auténtica Kasumi falleció tras salvar a su hermana de ser atropellada. Maruki alteró los recuerdos de Sumire haciéndola creer que era Kasumi para ayudarla a salir de su depresión por la muerte de su hermana a causa de la culpa del superviviente. Maruki captura a Sumire y expulsa a ambos chicos del Palacio, instándoles a explorar y disfrutar de la nueva realidad que ha creado.
A lo largo de la siguiente semana, Ren se reúne con sus compañeros individualmente para hacerles recordar la auténtica vida que tenían, aunque aparentemente sin éxito. Después de eso, Ren y Akechi acuden nuevamente al Palacio para confrontar a Maruki. En este punto, el jugador puede decidir si acepta o no la nueva realidad de Maruki. Si la acepta, el juego finalizará con Ren y sus amigos permaneciendo en el mundo idílico de Maruki en el que todos vivirán felices y sus sueños se cumplirán. Si la rechaza, ambos chicos se enfrentan a Maruki, el cual toma el control de la Persona de Sumire, Cendrillon, y la obliga a atacarles. La llegada del resto de los Ladrones Fantasma, que finalmente han podido despertar de su ilusión, les permite cambiar las tornas de la batalla y rescatar a Sumire. Maruki nuevamente se retira y les ofrece un mes de plazo para que decidan si desean vivir en su nuevo mundo.
Lavenza se pone en contacto con el grupo y les cuenta que los actos de Yaldabaoth corrompieron la Persona de Maruki, llevándolo al borde de la locura. Cuando los Ladrones Fantasma le derrotaron, Maruki tomó su lugar como nuevo señor del Mementos. Dado que el Metaverso estaba parcialmente fusionado con el mundo real cuando eso ocurrió, Maruki obtuvo el poder de manipular ambos mundos. También les advierte que si no detienen a Maruki antes de un mes, el Metaverso y el mundo real se unirán en un único mundo y quedaran atrapados para siempre en esta falsa realidad.
La víspera de la batalla final, el propio Maruki se encuentra con Ren y Morgana en el Café Leblanc y les revela que el Akechi que ahora está con ellos es un producto de su nueva realidad, creado a causa de los deseos de Ren de haber podido salvarle en el Palacio de Shido, y que su vida depende de que acepte su propuesta (por segunda vez, se le da al jugador la opción de aceptarla o no). Tras rechazarla nuevamente, los Ladrones Fantasma regresan al Palacio al día siguiente y derrotan a Maruki. Su realidad utópica desaparece y el curso de los acontecimientos vuelve a la normalidad, en la que Akechi permanece desaparecido y Ren se encuentra preso en un reformatorio tras entregarse a las autoridades. A lo largo de las siguientes semanas, sus amigos y conocidos consiguen probar la falsedad de las acusaciones contra él y revocar sus antecedentes penales.
Durante la reunión de Ren con los Ladrones Fantasma tras su puesta en libertad, todos expresan su voluntad de seguir sus propios caminos para cumplir sus sueños.
El día del regreso a su hogar, Ren descubre que está siendo seguido por agentes de la policía pero gracias a la ayuda de sus amigos y de Maruki, ahora reformado y convertido en taxista, consigue despistarlos y llegar a la estación de tren. Allí se encuentra con Sumire y ambos se despiden. Si el jugador ha completado el Confidente de Akechi, se muestra una escena poscréditos en la que Ren avista a una persona muy parecida a Akechi a través de las ventanillas del tren. Al acercarse para verla mejor, se ve reflejado a sí mismo en el cristal con su atuendo de Joker, revelando que sus días como Ladrón Fantasma todavía no han terminado.

## Sistema de juego
Persona 5 es un juego de rol donde el jugador asume el papel de un estudiante de secundaria a lo largo de todo un año en el que asiste a la escuela secundaria en Tokio. El juego se rige por un ciclo de día y noche y por eventos climáticos que marcan el comportamiento general de los personajes similar a los juegos de simulación social. Durante el año, suceden tanto eventos programados como aleatorios: asistir a la escuela, tener empleos a tiempo parcial, participar en actividades de ocio o crear objetos para usar en otras áreas del juego, entre otros. Estas diversas actividades incrementan los atributos del personaje y le otorgarán efectos beneficiosos pasivos durante las batallas.
Mientras está en el mundo real, el protagonista puede establecer relaciones con otros personajes llamados Confidentes (Confidants), una evolución del sistema de Social Link (Enlace Social) de los videojuegos Persona 3 y Persona 4. Con este sistema, el protagonista puede mantener y mejorar su relación con otros personajes que conoce desarrollando pequeñas historias independientes de la trama y pudiendo incluso desarrollar relaciones amorosas con algunos de ellos. El jugador puede realizar distintas actividades, entre las que se encuentran, jugar al béisbol, practicar el onanismo, o trabajar en establecimientos. Cada Confidente se simboliza con uno de los Arcanos Mayores del Tarot y otorgan distintos beneficios a nuestro personaje según cuanto hayamos progresado en la relación con ellos. Por ejemplo, todos los personajes jugables del grupo de los Ladrones Fantasma pueden utilizar la habilidad Relevo (Baton Pass), lo que permite al jugador cambiar a otro personaje después de realizar un golpe crítico sobre el enemigo a la vez que le otorga un incremento de poder temporal. Otros Confidentes mejoran nuestras habilidades de negociación o dan acceso a nuevos artículos y equipos.
Paralelamente a llevar una vida normal como estudiante, se desarrollan las fases de exploración de mazmorras, las cuales se dividen en dos tipos: los Palacios, mazmorras predefinidas y específicas de la historia, y el Mementos, mazmorras generadas aleatoriamente.  Ambos tipos de mazmorras están poblados por Sombras (Shadows), manifestaciones de psiques reprimidas, a las que deberemos enfrentarnos. La exploración del Mementos nos permitirá llevar a cabo peticiones de nuestros Confidentes o de otros personajes no jugables (NPC) que funcionan a modo de misiones secundarias. Durante la exploración, podremos hacer uso del sigilo para evitar o atacar por sorpresa a las Sombras enemigas, y en algunas áreas, deberemos resolver ciertos rompecabezas para seguir avanzando. Para ello, dispondremos de una habilidad de visión llamada Tercer Ojo (Thirth Eye) que nos permitirá resaltar objetos con los que interactuar y conocer el nivel de nuestros enemigos. Cuando exploremos los Palacios, se activará un Medidor de Alerta (Alertness Meter) que se incrementará cada vez que el grupo sea descubierto por las Sombras o huya de un combate. A medida que aumente la alerta también lo hará el número de enemigos y si el medidor alcanza el 100%, el grupo se verá obligado a abandonar el Palacio. El nivel de alerta puede reducirse realizando ataques por sorpresa y eliminando enemigos. Fuera del Palacio, el paso de los días también lo reducirá. En el interior de los Palacios se encuentran unas zonas llamadas Salas Seguras (Safes Rooms) que actúan como puntos de guardado.
Como en las entregas anteriores en la serie, el juego utiliza un sistema de combate por turnos. Las batallas se inician cuando el grupo ataca a un enemigo, ya sea de frente o mediante el sigilo, o cuando es emboscado por este. Durante el combate, el equipo puede usar tanto armas de corto alcance como armas de fuego además de invocar a las Personas para realizar poderosos ataques físicos o magias elementales. La gran mayoría de enemigos tienen debilidad ante uno o varios tipos de estos ataques. El protagonista, a diferencia del resto de miembros del grupo, puede utilizar más de una Persona diferente en las batallas pudiendo cambiar libremente de uno a otro una vez por turno. Si un personaje ataca a al enemigo con un ataque al cual es débil, conseguirá derribarlo y dispondrá de un turno extra. Si todos los enemigos son derribados, se activa la fase “Retención” (Hold Up) durante la cual el grupo puede realizar un devastador Ataque Combinado (All-Out Attack), exigir dinero u objetos al enemigo o iniciar una Negociación. Si esta tiene éxito, el protagonista podrá reclutar a la Sombra seleccionada para convertirla en una nueva Persona, siempre que tenga el nivel necesario para ello y suficiente espacio en su equipo. Si un miembro del equipo es derribado, puede ser capturado por las Sombras enemigas y no podrá regresar a la batalla si la Negociación resultante fracasa. Del mismo modo que en los anteriores juegos, si los miembros del equipo son derrotados quedaran incapacitados para pelear hasta el siguiente combate pero si el personaje principal es eliminado, el jugador perderá automáticamente.
Las distintas Personas están vinculados a los Arcanos Mayores del Tarot del mismo modo que los Confidentes. En la Habitación Terciopelo, las Personas pueden manipularse y modificarse de distintas formas. Podemos fusionar dos o más Personas mediante la Ejecución de Guillotina (Guillotine Execution) para dar lugar a una nueva Persona que heredará las habilidades y estadísticas de las Personas sacrificadas. Dependiendo del nivel de relación que tengamos con el Confidentes cuyo Arcano sea igual al de la Persona creada, este saldrá fortalecido de la fusión en menor o mayor grado. Otras opciones son la Ejecución de la Horca (Gallows Execution), que nos permitirá sacrificar a una Persona para fortalecer a otra, o la Ejecución de la Silla Eléctrica (Electric Chair Execution), con la que sacrificaremos a una Persona para obtener un objeto de alto nivel. Las Personas también pueden ser sometidos al Confinamiento en Solitario (Solitary Confinement), en donde podrán obtener habilidades adicionales, pero a cambio no podrán ser usadas en batalla ni como sacrificios hasta que su aislamiento acabe. El número de días necesarios para que adquieran nuevas habilidades se reduce a medida que aumente nuestro nivel del Arcano asociado a esa Persona.
El juego incorpora funciones de red menores a través del sistema Gremio de Ladrones (Thieves Guild). De un modo similar al sistema Vox Populi de Persona 4 Golden, los jugadores podrán comunicarse con otros jugadores a través de PlayStation Network, compartir las actividades que hayan realizado o ayudar durante las batallas cuando los miembros del equipo sean tomados como rehenes por las Sombras.

## Desarrollo
El desarrollo de este nuevo título de la saga Persona comenzó en 2010. Se rumoreó acerca de él en 2009, cuando el sitio web móvil de Sony Interactive Entertainment enumeró a Katsura Hoshino como director del juego. Según otra fuente, el trabajo preparatorio ya empezó en 2008 mientras Persona 4 todavía estaba en desarrollo. El desarrollo, que duraría cinco años, no comenzó a trabajar a pleno rendimiento hasta el agosto de 2011, cuando finalizaron los trabajos del videojuego Catherine y Hashino se incorporó plenamente al desarrollo de Persona 5. Todo el desarrollo corrió a cargo del P-Studio, el estudio interno de Atlus encargado de toda la saga Persona. Cuando comenzó la producción, el personal estaba formado por unas 40 personas y posteriormente se amplió a 70: 15 planificadores, 15 programadores y entre 30 y 45 diseñadores. Entre ellos, cabe destacar al diseñador principal Naoya Maeda, quien había trabajado en el diseño de la serie Trauma Center. El desarrollo general fue un reto para el equipo ya que, a medio camino, modificó intencionadamente su estructura de desarrollo para adaptarlo al nuevo hardware más potente (PlayStation 4) con el que estaban trabajando.
Aunque el juego final ha mantenido el sistema de combate por turnos de los anteriores títulos, uno de los primeros borradores pretendía incluir un sistema de acción a tiempo real nunca antes visto en la serie. Aunque la idea fue finalmente desechada, si se han introducido ciertos comandos a tiempo real en el sistema de combates, permitiendo una evolución del juego sin realizar cambios excesivos en su sistema principal. Un cambio significativo fue la incorporación de mazmorras únicas y preestablecidas para la historia principal en oposición las mazmorras generadas aleatoriamente de los anteriores juegos. Se buscaba así tanto una mejor adaptación a la temática del juego como ofrecer una novedad a los jugadores veteranos de la saga.
Otra de las características que se recuperó, tanto de la saga Persona como de la serie principal Shin Megami Tensei fue la Negociación, tras haber estado ausente en las dos entregas anteriores. El sistema de Negociación de Persona 5 está ligado a la naturaleza de las Sombras como psiques suprimidas dentro del inconsciente colectivo. La fase “Hold Up” se inspiró en las escenas de las películas donde los antagonistas retenían a otros personajes a punta de pistola y les hacían exigencias.
El diseño de escenarios se dividió en tres partes: los entornos de Tokio, localizaciones cerradas (como el Instituto Shujin) y los Palacios. El clima y otros elementos ambientales se crearon buscando reflejar el mundo real. Varios segmentos en los que el juego toma el control total de la narración con limitadas opciones de diálogo se desarrollaron expresamente así para reflejar el ambiente controlado en el que viven los estudiantes japoneses de instituto. El programador principal del juego fue Yujiro Kosaka, quien anteriormente desempeñó el mismo papel en Persona 4 y Catherine.
Mientras que Catherine usó el motor de juego de terceros Gamebryo, Persona 5 usa un motor gráfico especialmente diseñado para este juego. Hashino creyó que el nuevo motor le permitiría plasmar sus ideas más fácilmente, aunque ello supusiera un mayor tiempo de desarrollo. El software utilizado para las escenas de la trama también fue desarrollado internamente por Atlus. Las herramientas de desarrollo se ampliaron respecto a los dos anteriores títulos para poder aprovechar las prestaciones técnicas del nuevo hardware más avanzado. Para el modelado general de personajes se utilizó una herramienta de animación especialmente desarrollada que ayudó a trasladar adecuadamente al juego los diseños de los personajes, al tiempo que permitía un fácil ajuste de sombreados y efectos de iluminación más pulidos. La idea inicial fue generar a los personajes con un aspecto realista al estilo de Catherine pero el equipo pensó que sería inadecuado para un juego de la serie Persona por lo que iniciaron una etapa de pruebas hasta encontrar un estilo gráfico que les satisfizo. Algo similar ocurrió con el diseño de la interfaz de los menús. En contraste con Persona 4, cuyos personajes tenían unas formas corporales generalmente deformadas debido a las limitaciones de hardware, la tecnología disponible para el equipo de Persona 5 posibilitó una personalización única para todos los modelos de personajes relevantes. Se utilizaron dos modelos diferentes para los miembros del elenco principal, un modelo detallado para escenas en tiempo real y un modelo de uso general para escenas de eventos estándar y de juego general. Persona 5 fue la primera vez en que un gran número de Personas se modelaron en alta definición, lo que resultó un reto agotador para el equipo.

### Historia y temática
El concepto original de la historia fue escrito por Hashino. El argumento inicial divergía de los caminos establecidos de Persona 3 y Persona 4, con "auto-descubrimiento" y "viaje" como conceptos clave. Originalmente, la historia iba a desarrollarse en el marco de un viaje mochilero alrededor del mundo, pero Hashino decidió reenfocarla en Japón a raíz del terremoto y tsunami de Tohoku en 2011 al contemplar cómo la gente se unía para superar la crisis. Según Hashino, el tema central del juego es la libertad y cómo los personajes la alcanzan. Quería hacer el juego más "temáticamente accesible" para los recién llegados a la serie, que fuera una experiencia que presentara a los jugadores una mezcla de emociones y supusiera una catarsis y una inspiración para resolver los problemas de la vida cotidiana..
Los conceptos centrales de la historia se inspiraron en los cambios sociales que Hashino observó en las sociedades modernas, especialmente en Japón. El equipo tomó como referencias principales A la orilla del agua de Shi Nai'an, la película japonesa del crimen Hakuchuu no Shikaku, y la novela española anónima El Lazarillo de Tormes. 
El escenario y el estilo se asemejan a una ficción picaresca, la cual se basa en la premisa de cómo un personaje como Arsène Lupin podría hacerse con un estatus en la sociedad moderna. Estos temas se trasladaron a la estética de la fusión y las ejecuciones de Personas en la Velvet Room, que fueron basadas en varios estilos de la pena capital. Al contar con un tema más estereotipado, el equipo pudo elaborar una historia con un desarrollo mucho más sorprendente. La temática de las “máscaras”, un motivo recurrente en la serie, fue utilizada más abiertamente en el argumento del juego que en cualquiera de las anteriores entregas. Las principales localizaciones del juego también se basaron en sus contrapartes del mundo real.
Según Hashino, los personajes principales comparten la mentalidad de que “no tienen un lugar al que pertenecer en la sociedad” y los acontecimientos del juego les proporcionan ese sentido de pertenencia. Hashino afirmó que, aunque los últimos títulos de la saga trataran sobre los protagonistas persiguiendo a los antagonistas, en esta entrega habría un mayor número de antagonistas y acontecimientos provocados por ellos que acosarían a los protagonistas. Estos fueron descritos como “jóvenes académicos” cuya actividad como ladrones les permitía expresarse y romper los moldes de la sociedad. El objetivo principal del juego era mostrar como los personajes hallaban el coraje para superar los límites sociales establecidos por las generaciones anteriores. A diferencia de lo ocurrido en los anteriores juegos, los personajes de Persona 5 aceptan los inusuales acontecimientos que los llevan a convertirse en justicieros enmascarados, en lugar de verse arrastrados por ellos. El reparto original de protagonistas iba a ser más extenso ya que el personaje de Hifumi Togo también iba a ser un miembro de los Ladrones Fantasma, pero como la historia ya era muy larga, se decidió reconvertirla en personaje de apoyo como parte del sistema de Confidentes. Los avances tecnológicos como los teléfonos inteligentes y el uso de las redes sociales se integraron también en el juego debido a su creciente prevalencia en la sociedad moderna.
Las Personas iniciales de los personajes (Arsène, Capitán Kidd, Carmen, Zorro, Goemon, Johanna, Necronomicon, Milady y Robin Hood) tienen temáticas basadas en forajidos y héroes picarescos para reflejar la función y las pasiones suprimidas que constituyen los Palacios y para representar aspectos de las personalidades de sus propietarios. La Persona inicial del protagonista era originalmente el demonio de la mitología alemana Mefistófeles, pero fue cambiada a Arsène ya que encajaba mejor con la temática del juego. Las Personas alternativos del grupo (Satanael, Seiten Taisei, Hecate, Mercurius, Kamu Susanoo, Anat, Prometheus, Astarte y Loki) son referencias de seres míticos que actúan como tricksters o rebeldes. El alter ego del protagonista está inspirado principalmente en el verdadero Arsène Lupin, el ladrón ficticio conocido como El Demonio de Veinte Caras e Ishikawa Goemon. El personaje de Goro Akechi está inspirado en Kogoro Akechi, el también detective de ficción creado por Ranpo Edogawa.
El nombre del instituto del protagonista, "Shujin", se utilizó por ser un homónimo de Shūjin (囚人), la palabra japonesa para "prisionero". Siguiendo la tendencia de entregas anteriores, las asistentes de la Habitación Terciopelo reciben su nombre de personajes la novela Frankenstein de Mary Shelley.
El hecho que los antagonistas del juego sean adultos supone una expresión más explícita de los elementos narrativos ya explorados en Persona 4, del mismo modo que su relación con actividades policiales aunque, en este caso, con un papel invertido. Los villanos y los protagonistas del juego presentan paralelismos ya que en ambos casos se trata de personajes inadaptados que tratan de reformar un mundo que consideraban insatisfactorio o corrompido. Esto tiene la intención de crear ambigüedad sobre las acciones de los Ladrones Fantasma, haciendo que el jugador cuestione su concepto de justicia. Dicho cuestionamiento se ve influenciado por el forma en como las minorías pueden hacer uso de internet y las redes sociales para atraer la atención pública sobre acontecimientos y escándalos en las noticias.

### Diseño artístico
Shigenori Soejima, que había trabajado en los dos últimos títulos de la serie principal de Persona, regresó como diseñador de personajes. El director artístico fue Masayoshi Suto, cuyo trabajo más notable en títulos anteriores fue el diseño de la interfaz de usuario (UI). El diseño artístico debía reflejar la temática picaresca apuntada por el resto del equipo. Según Soejima, ya habían empezado a trabajar en algunos diseños mientras aún proseguía el desarrollo del título anterior. Estéticamente, el equipo sentía que estaban empezando allí donde Persona 4 lo había dejado. El estilo escogido se acabó convirtiendo inintencionadamente en una reflexión sobre los obstáculos que el equipo tuvo que superar durante el desarrollo. El color principal del tema del juego es el rojo, del mismo modo que en Persona 3 y Persona 4 fueron el azul y el amarillo respectivamente. Con el rojo se buscó trasmitir una sensación de crudeza y violencia, por lo que Suto experimentó con numerosas fuentes de colores hasta escoger finalmente una fuente en blanco y negro, pues era dónde el rojo destacaba mejor. Se buscó también, especialmente en la imagen del primer tráiler promocional, representar a los personajes principales como individuos encadenados por las reglas del mundo moderno. El logo de los Ladrones Fantasma se diseñó para que expresará la existencia acelerada del elenco protagonista joven y en contraposición con otros elementos como la Persona Arsène, que tiene un aspecto más antiguo. Esto supuso un gran desafío para Soejima, ya que necesitaba equilibrar elementos de estilos fuertes y variados.
En cuanto a la ambientación, el objetivo principal fue conceder a los escenarios un aspecto realista a través de los movimientos de los personajes no jugables (NPC) y de elementos distintivos de la ciudad, incluyendo la basura de las calles o grafitis.  
Al crear la interfaz de usuario, Hashino quiso demostrar cómo un cambio de perspectiva podía transformar una vida aburrida en emocionante en el contexto de la historia. Los primeros diseños de la interfaz de usuario fueron tan "agresivamente animados" que ensombrecían lo que estaba sucediendo en el juego. Debido a esto, se rebajaron las animaciones y se alteró la orientación del texto, para, en conjunto, atenuar los elementos gráficos de la interfaz y presentar un equilibrio entre la facilidad de uso y el estilo.
Los primeros bocetos del protagonista se presentaron en 2012. Soejima trabajó estrechamente con Hashino por lo que los personajes y entornos reflejaran correctamente la temática del juego. Debido a que se trataba de estudiantes de secundaria, a Soejima le resultó difícil establecer elementos distintivos en los uniformes de cada uno de los personajes principales, en lugar de expresar su individualidad a través de sus trajes de ladrones. El diseño del protagonista fue citado por Soejima como su reciente trabajo más desafiante. El personaje necesitaba transmitir el estilo de arte general del juego y actuar como un avatar para el jugador. Debía hacerlo de tal modo que no sólo se adaptara a una temática y una narrativa que giraba en torno a la delincuencia y los justicieros enmascarados sino también a cualquier elección de diálogo que el jugador decidiera. Debido a estas dificultades, el protagonista recibió múltiples diseños hasta encontrar el mejor. Como la premisa del "ladrón fantasma" era un estereotipo común en la ficción, Soejima dibujó inicialmente al protagonista y al elenco principal en un estilo similar al shōnen manga, pero estos diseños fueron desechados por chocar con la estética realista de la serie Persona. Al igual que en las pasadas entregas, el protagonista es un personaje silencioso, así que Soejima tuvo que elaborar una forma para que pudiera comunicarse sin diálogo. Su solución fue imaginar al protagonista como el tipo de persona que idea planes pero no los comparte con los demás.
Los diseños de los personajes principales, basados en figuras literarias, tenían la intención de evocar tanto a la familiaridad como a la sorpresa de los jugadores. Una vez elegidos sus nombres, Soejima los diseñó basándose en la estética y el carácter de dichos personajes.
Las escenas de anime del juego fueron creadas por Production I.G. y fueron dirigidas y supervisadas por Toshiyuki Kono. Persona 5 fue la primera vez que Production I.G. trabajaba en la serie, aunque muchos empleados del estudio eran fanes. A pesar de esto, el estudio no cambió su proceso de animación estándar, centrándose en los personajes como lo habían hecho para muchos de sus proyectos anteriores. La parte más importante de las escenas fue conseguir que las expresiones del personaje fueran correctas, sobre todo cuando se trataba de un protagonista sin apenas frases de diálogo. El guion gráfico para la cabecera del juego fue creado por Sayo Yamamoto, el director de Lupin the Third: The Woman Called Fujiko Mine. El concepto de los personajes haciendo patinaje artístico aprovechando el entorno fue sugerido por el director para simbolizar visualmente la temática del juego: liberarse de las opresiones. A petición de Atlus, la escena en la que el protagonista despierta por primera vez a su Persona debía parecer “salvaje” lo que supuso otro nuevo reto ya que podía chocar con el propósito de convertir al protagonista en una extensión del jugador. Los efectos de llamas azules relacionados con el Persona fueron dibujados a mano por los animadores. Todas las secuencias de anime en su conjunto suponen más de una hora de metraje.

### Banda sonora
La partitura original del juego fue compuesta, arreglada y producida principalmente por Shoji Meguro, el director de sonido de la saga Persona. Otras contribuciones y diseños generales de sonido corrieron a cargo de Toshiki Konishi, Kenichi Tsuchiya, Atsushi Kitajeh y Ryota Koduka; todos ellos habiendo trabajado previamente en la serie. El tema de apertura "Wake Up, Get Up, Get Out There" y otros temas vocales fueron interpretados por Lyn Inaizumi, siendo su primera actuación en un videojuego después de una carrera como cantante de música de jazz y soul. La parte más difícil para Inaizumi fue cantar los segmentos de rap en inglés. La principal preocupación de Meguro fue que la pronunciación de Lyn con las letras inglesas fuera lo suficientemente precisa. Las letras en inglés fueron escritas por el colaborador a largo plazo Benjamin Franklin, mientras que la letra de la canción final "With the Stars and Us" fue escrita por Shigeo Komori.
Para expresar el humor del juego, Meguro incorporó los elementos de acid jazz en la partitura, incluyendo en el tema de la abertura, donde mezcló secuencias con la voz y la instrumentación adicionales. En todo momento trató de componer una música realista y que combinará con el estilo gráfico del juego. Para el tema de los jefes de mazmorra, incluyó elementos de hard rock para transmitir adecuadamente la batalla entre los Ladrones Fantasma y un enemigo poderoso. Meguro cambió la forma en que fluía la música en comparación con los dos últimos juegos de Persona, haciendo que los temas de cabecera y cierre mostraran la partitura como un único trabajo continuo. Las valoraciones positivas de Hashino de las primeras pistas creadas para una demostración interna hicieron que el estudio le diera a Meguro plena libertad creativa para componer la banda sonora sin restricción alguna. Su trabajo le llevó alrededor de tres años y más del 80% de las pistas utilizadas en el juego fueron de su creación.
La banda sonora oficial del juego fue lanzada en Japón por Mastard Records en formato de tres discos el 17 de enero de 2017. El álbum incluye 110 pistas y una portada hecha por Soejima. Por otra parte, un disco especial con 19 temas seleccionados titulado Persona 5: Sounds of the Rebellion fue lanzado como parte de la edición de coleccionista norteamericana y europea. La banda sonora completa se lanzó a nivel mundial en formato digital a través de iTunes el 18 de abril de 2017 y posteriormente en formato de disco de vinilo por iam8bit. Tras su debut en Japón, el álbum alcanzó el quinto puesto en las listas de Oricon con ventas de más de 29.000 copias.

## Lanzamiento
Persona 5 se anunció por primera vez con un teaser tráiler en 2013, junto con los juegos derivados Persona Q: Shadow of the Labyrinth, Persona 4: Dancing All Night y la versión de PlayStation 3 de Persona 4 Arena Ultimax. 
El lanzamiento del juego fue anunciado originalmente para finales del 2014 en exclusiva para PlayStation 3, pero durante una conferencia de prensa de Sony en septiembre del 2014 se anunció que el juego se retrasaría hasta 2015 y que, en contraprestación, se lanzaría también en PlayStation 4. Según el director Katsura Hashino, el retraso permitiría desarrollar completamente la versión de PlayStation 4 y mejorar la calidad general del juego en ambas versiones. El primer tráiler del juego se reveló durante una transmisión especial en directo el 5 de febrero de 2015. Las primeras copias del videojuego Persona 4: Dancing All Night, lanzado el 25 de junio de 2015, incluyeron un Blu-ray que contenía un tráiler exclusivo de Persona 5. La canción utilizada para el tráiler fue una versión instrumental del tema principal. Durante el Tokyo Game Show de 2015, se anunció que el juego sufriría un nuevo retraso hasta finales de 2016. En una entrevista, Hashino se disculpó por la demora explicando que se trataba de algo necesario para poder entregar un producto de calidad sin limitaciones de contenido.
En abril de 2016, Atlus lanzó una cuenta atrás relacionada con el juego que finalizaría el 5 de mayo de 2016. Poco después, se anunció una retransmisión en directo espacial llamada Take Tokyo Tower, que coincidía con esa misma fecha. Durante esa retransmisión en la Torre de Tokio se reveló la fecha de lanzamiento definitiva del juego: el 15 de septiembre de 2016. Como parte de la promoción del juego en Japón, Atlus se asoció con AKG Acoustics para lanzar un auricular inalámbrico de edición limitada basado en el que Futaba lleva en el juego. Los auriculares venían con una caja diseñada por Soejima, así como un CD de música con dos pistas remezcladas del juego por Meguro y Kozuka. Ciertas prendas de ropa que llevan personajes del juego, como chaquetas y bolsas del mano, también se fabricaron y comercializaron en Japón.
Después de su lanzamiento, el juego recibió una gran cantidad de contenido descargable gratuito y de pago, consistente en objetos consumibles, nuevos atuendos de batalla y Personas adicionales. Los trajes fueron incluidos en la Edición del 20 Aniversario, inspirados en Persona 3 y Persona 4, así como otros nuevos basados en los personajes de Revelations: Persona, los dos juegos de Persona 2 (Innocent Sin y Eternal Punishment), Shin Megami Tensei If..., Catherine, Shin Megami Tensei IV, Shin Megami Tensei: Devil Summoner: Raidou Kuzunoha vs. The Soulless Army, Persona 4 Arena y Persona 4: Dancing All Night. Cada atuendo iba acompañado de un nuevo tema de batalla inspirado en el respectivo juego y que sustituía al tema predeterminado. Los nuevos personajes eran versiones originales y actualizadas de los personajes principales de Persona 3 y Persona 4. Un nuevo modo de dificultad conocido como "Merciless" (Despiadado) también se lanzó de como contenido gratuito.
En Europa y Australia, la publicación del juego corrió a cargo de Deep Silver. Inicialmente su lanzamiento en Occidente se programó para el 14 de febrero de 2017 pero se pospuso casi dos meses, hasta el 4 de abril. Al igual que los otros juegos de la saga, la traducción y el doblaje al inglés corrieron a cargo de Atlus USA bajo la dirección de Yu Namba. El propio Namba lo describió como un proyecto masivo con el mayor volumen de personal involucrado en toda la serie. Se estimó que el guion era un 50% más grande que el de Persona 4 Golden. También se eliminó el título “Shin Megami Tensei” de la versión occidental del juego tal y como se había hecho anteriormente con Persona 3 y Persona 4. Para su lanzamiento en Occidente, el doblaje original en japonés se puso a disposición como DLC gratuito.
Con el lanzamiento a nivel mundial, Atlus anunció una serie de estrictas normas para la retransmisión de videos capturados del juego y advirtiendo a los jugadores que la violación de dichas normas podría llevar peticiones por Content ID e incluso a una suspensión del canal de retransmisión. Estas medidas, que incluso llegaron a ser percibidas como una amenaza, fueron duramente criticadas tanto por la prensa como por la comunidad de jugadores. Al cabo de unas tres semanas después, Atlus se disculpó por el tono de sus peticiones y revisó su política de vídeos, rebajando considerablemente las limitaciones.

### Persona 5 Royal
Persona 5 Royal, lanzado en Japón como Persona 5: The Royal, es una versión extendida del juego original, similar a como lo fue Persona 4 Golden respecto a Persona 4. Esta versión incluye, entre otras novedades, un nuevo personaje jugable miembro de los Ladrones Fantasma llamado Kasumi Yoshizawa, un nuevo Palacio, un nuevo Confidente llamado Takuto Maruki, nuevos temas musicales, nuevas localizaciones y gráficos mejorados para PlayStation 4 Pro. Desde el punto de vista narrativo, la historia general es la misma que en la versión original del juego, con las novedades de las interacciones con los nuevos personajes y de un tercer semestre jugable, no existente en el Persona 5 original. Atlus anunció esta versión por primera vez como Persona 5 R mediante un teaser tráiler en diciembre de 2018 y se presentó oficialmente en marzo de 2019. En diciembre de 2019 se anunció que, por primera vez en un juego de la saga, la versión occidental incluiría subtítulos en español, francés, alemán e italiano, además de inglés.
El juego fue lanzado en Japón el 31 de octubre de 2019 en exclusiva para PlayStation 4, mientras que su lanzamiento en Occidente se produjo el 31 de marzo de 2020.
El 28 de junio de 2022, Atlus anunció en conjunto con Nintendo que Persona 5 Royal, llegaría a la consola Nintendo Switch el 21 de octubre del mismo año, junto con las versiones para de PlayStation 5, Xbox One, Xbox Series X/S y Windows, que habían sido anunciadas unas semanas antes.

## Recepción

### Crítica
Según Metacritic, Persona 5 recibió una aclamación universal y fue considerado por la crítica como uno de los mejores videojuegos de rol de todos los tiempos. Famitsu le dio un análisis positivo, obteniendo una puntuación casi perfecta. PlayStation Official Magazine - Reino Unido describió el juego como "una obra maestra descarada". Uno de los aspectos más elogiados del juego fue su estilo gráfico. La calidad de la traducción inglesa del juego fue uno de los pocos aspectos negativos del juego señalado por traductores y críticos profesionales, siendo descrita por Polygon como "agravantemente mediocre".
El periodista Alejandro Pascual de la página 3DJuegos, afirmó que "Persona 5 nos ofrece una de las experiencias del género más únicas que hemos visto hasta la fecha. Su mezcla de combates por turnos profundos, donde se han pulido y ampliado las mecánicas gratamente con la gestión de los días del curso escolar se unen a una historia que aborda la psique humana como pocos juegos se han atrevido. La denuncia social de la que nos hace partícipe la obra del P-Studio nos vuelve a sorprender, haciendo madurar al medio y demostrando que mecánicas jugables y la narrativa, aun con sus incompatibilidades, pueden coexistir y beneficiarse la una de la otra".
Carlos Leiva del portal Vandal, sostuvo que "Persona 5 es un juegazo. Si sus dos entregas anteriores ya nos conquistaron y nos hicieron pensar que la saga había tocado techo, Atlus ha querido demostrarnos lo muy equivocados que estábamos cogiendo la misma fórmula pero mejorándola a todos los niveles imaginables". También agrega que el juego cuenta con "una aventura larguísima, una historia interesantísima que no para de mejorar con su tono oscuro y adulto, una gran cantidad de actividades para hacer, un sistema de combate excepcional, un diseño de mazmorras ejemplar, un apartado audiovisual arrebatador y unos personajes inolvidables hacen de esta entrega uno de los mejores juegos que hemos tenido el placer de jugar hasta la fecha en consola alguna".
En sus análisis para GameSpot, Lucy James comentó que "Dentro de Persona 5 hay un conjunto complejo de mecánicas de juego interconectadas, y en casi todos los aspectos Atlus ha ejecutado en su visión de forma excepcional, salvo los problemas de ritmo hacia el final. En todo momento, presenta algo para maravillarse, ya sea el combate fluido, el mundo vibrante o los muchos personajes memorables".

### Ventas

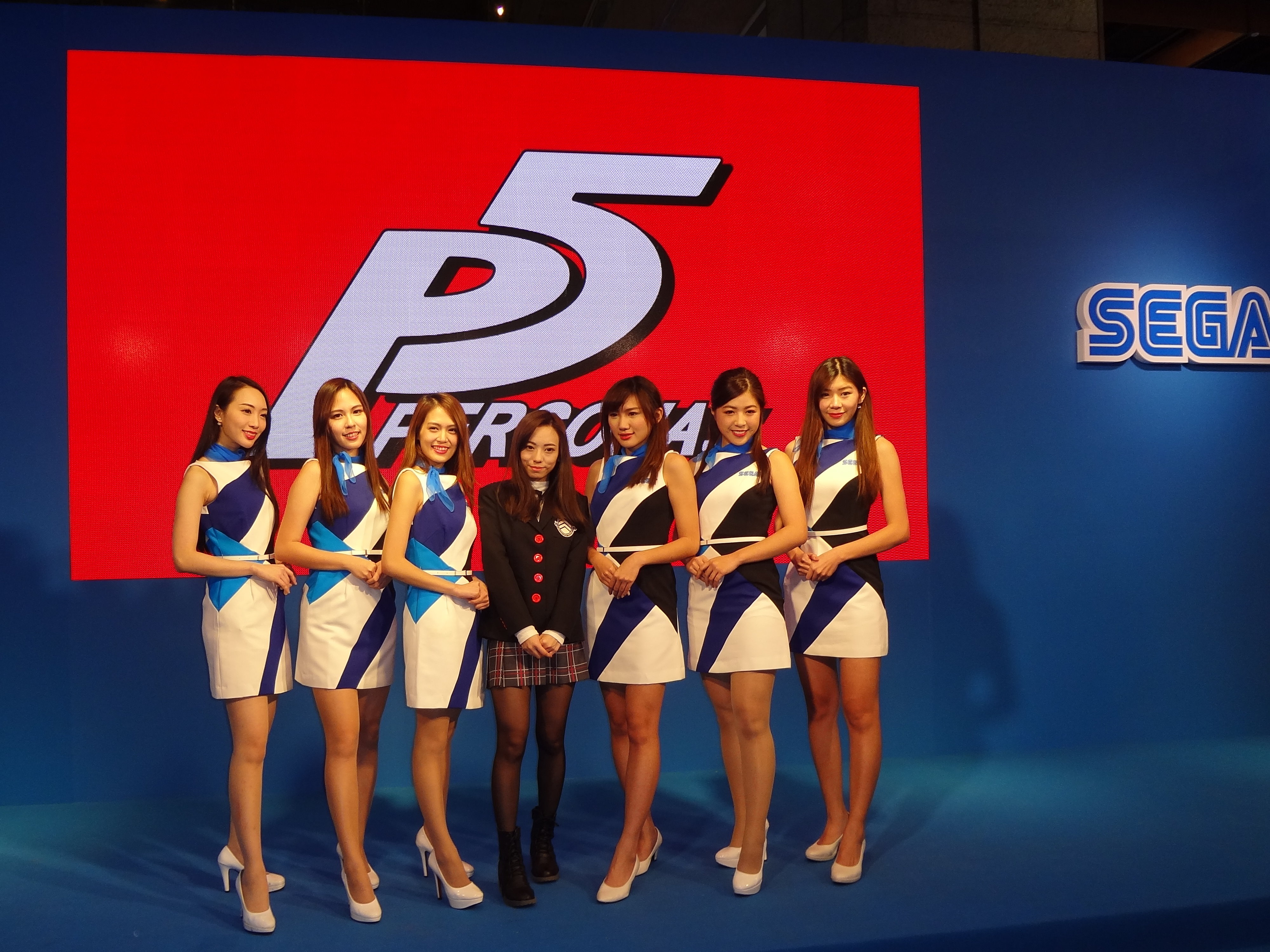
Evento promocional de Persona 5 en el Taipei Game Show de 2017.

Las ventas anticipadas del juego se vieron impulsadas tras el anuncio del retraso del lanzamiento del videojuego Final Fantasy XV, que estaba originalmente programado para salir a la venta durante el mismo mes que Persona 5. En Amazon Japón, la preventa se disparó un 450%, llevando al juego al segundo puesto de los más vendidos solo por detrás de Tales of Berseria. En su primera semana de lanzamiento, Persona 5 encabezó las listas de ventas de juegos japoneses. La versión de PlayStation 4 llegó al primer puesto con ventas de 264.793 unidades, mientras que la versión de PlayStation 3 alcanzó el segundo lugar con 72.974, siendo en un total combinado 337.767 unidades vendidas. Esto hizo de Persona 5 el título de mayor y más rápido éxito en la historia de la serie, superando a Revelations: Persona, y junto con Pro Evolution Soccer 2017 impulsó las ventas de las consolas PS4 significativamente durante las semanas previas. La semana siguiente, la versión de PS4 cayó al segundo puesto con ventas adicionales de 45.178 unidades, mientras que la versión de PS3 se situó en sexto lugar con 14.771 unidades.
Posteriormente, se informó que el juego había vendido más de 550.000 unidades combinando copias físicas con ventas digitales. Tres semanas después de su puesta a la venta en Japón, el juego se convirtió en el título más vendido de Atlus en el país.
Tras su debut en Occidente, el juego alcanzó el primer puesto en las listas de juegos; siendo el primer JRPG en conseguirlo desde el videojuego PlayStation 3, Ni no Kuni: La Ira de la Bruja Blanca en 2013. Este hecho supuso el mayor debut de cualquier título de Persona en la región hasta la fecha, con unas ventas cinco veces superiores a las de Persona 4. En América del Norte, el juego alcanzó el segundo puesto en las listas de videojuegos por detrás de Mario Kart 8 Deluxe de Nintendo Switch. En PlayStation Network, durante el mes de abril, Persona 5 encabezó las listas de descargas de PS4 y llegó a ocupar el tercer puesto en las listas de PS3. Dos días después de su lanzamiento internacional, Atlus anunció que el título había vendido 1,5 millones de unidades, entre copias físicas y ventas digitales. En julio, la distribución mundial del juego había alcanzado los 1,8 millones de unidades. El 1 de diciembre de 2017, se informó que el juego había vendido más de 2 millones de copias alrededor del mundo. Posteriormente, en mayo de 2018, se anunció que las ventas alcanzaron las 2,2 millones de unidades vendidas. Dos años después de su lanzamiento en Occidente, en abril de 2019, Atlus confirmó que Persona 5 había vendido más de 2,7 millones de unidades en todo el mundo. Para diciembre del mismo año, Persona 5 logró superar los 3,2 millones de unidades vendidas y Persona 5 Royal, la versión mejorada y ampliada del juego, alcanzó las 400.000 copias en Japón. En julio de 2020, Atlus anunció que las ventas de Persona 5 Royal habían alcanzado los 1,5 millones de copias.

## Legado

### Adaptaciones
Antes del lanzamiento del juego, se estrenó un anime titulado Persona 5 The Animation: The Day-Breakers el 3 de septiembre de 2016. Fue transmitido en Tokio MX, Gunma TV, Tochigi TV y BS11. Creado por A-1 Pictures, "The Day Breakers" transcurre durante los eventos del juego, siendo tratado como una trama paralela separada de la historia principal. El juego también recibió una adaptación en formato de manga realizado por Hisato Murasaki que salió a la venta a partir del 15 de septiembre del mismo año.
En abril de 2018, comenzó a emitirse Persona 5: The Animation, una serie de anime basada en el juego, producida por A-1 Pictures y que conserva el reparto de voces originales.

### Spin-offs
Persona 5: Dancing Star Night es un videojuego musical para las consolas PlayStation 4 y PlayStation Vita, que cuenta con los personajes de Persona 5 y cuyo lanzamiento se produjo en mayo de 2018 en Japón y en diciembre del mismo año a nivel internacional. El reparto de Persona 5 también forma parte del juego Persona Q2: New Cinema Labyrinth, estrenado en exclusiva para Nintendo 3DS.
Otro videojuego inspirado en el universo de Persona 5 fue anunciado en abril de 2019 con el nombre de Persona 5 Strikers. El juego es un RPG de acción al estilo "musou", en donde el jugador debe luchar contra decenas o incluso centenares de enemigos al mismo tiempo.
Para el desarrollo de este nuevo título Atlus contó con la colaboración del estudio Omega Force, famosos por ser los creadores de la saga Dynasty Warriors. El lanzamiento del juego en Japón se produjo el 20 de febrero de 2020 en las consolas PlayStation 4 y Nintendo Switch mientras que en el resto del mundo se lanzó el 23 de febrero de 2021 junto a la versión para Microsoft Windows.

### Crossovers
El videojuego Sonic Forces incluyó un traje temático de Persona 5 como incentivo de reserva del juego.
Joker fue incluido en el videojuego de lucha Super Smash Bros. Ultimate como un personaje descargable. Además, se añadió el escenario "Mementos" y canciones pertenecientes a los juegos Persona 3, Persona 4 y Persona 5.
Joker también aparece en el videojuego Catherine: Full Body mediante un contenido descargable. El personaje puede ser controlado en los modos Babel y Colosseum, mientras que el resto de los Ladrones Fantasma aparecen en escenas cinemáticas al completar los niveles.